# Magda Reenberg
Magda Helene Reenberg, geb. Borving-Eriksen (* 13. November 1897 in Kopenhagen; † 2. März 1976) war eine dänische Schauspielerin.

## Leben
Magda Helene Borving-Eriksen wuchs in Kopenhagen auf. Sie war vor allem am Theater tätig, unter anderem war sie  langjähriges Ensemblemitglied am Odense Teater. Im Laufe ihrer Karriere wirkte sie an Theatern in ganz Dänemark in vielen Theaterstücken, Varieté-Shows, Kabarett-Programmen und Musicals mit.
Sie war einige Jahre lang mit dem Schauspieler Holger Reenberg verheiratet. Aus der Ehe stammt ihre Tochter Annelise Reenberg.
Magda Borving-Eriksen starb am 2. März 1976 im Alter von 78 Jahren.